# August Wilhelm von Hofmann
August Wilhelm von Hofmann (8 april 1818 - 5 mei 1892) was een Duitse scheikundige.

## Biografie
Hofmann werd geboren in Gießen in het groothertogdom Hessen. Hij begon zijn studie met rechten en filologie in aan de Universiteit van Gießen, maar schakelde over op chemie en studeerde onder Justus von Liebig. Toen er in 1845 een school voor praktische scheikunde werd begonnen in Londen, werd hij benoemd tot directeur. Omdat hij destijds privaatdocent in Bonn was, aanvaardde hij de positie met enige aarzeling. De situatie werd later voor hem opgelost door zijn benoeming als buitengewoon hoogleraar in Bonn met een vrijstelling voor twee jaar.
Het college was succesvol, iets wat grotendeels te danken was aan zijn enthousiasme en energie. Veel van de studenten die daar werden opgeleid,  verdienden naderhand bekendheid in de geschiedenis van de chemie. In 1864 keerde hij terug naar Bonn, en in het daaropvolgende jaar werd hij geselecteerd om Eilhard Mitscherlich als hoogleraar chemie op te volgen en als directeur van het laboratorium van de Universiteit van Berlijn.
Hoffman overleed in 1892 en werd begraven in het Berlijner Friedhof der Dorotheenstädtischen und Friedrichswerderschen Gemeinden.
De Hofmann-omlegging en Hofmann-eliminatie werden door hem ontdekt, en naar hem genoemd.

## Coniine
Het eerste alkaloïde dat geheel synthetisch werd gemaakt was coniine. In 1885 lukte het Hofmann de structuur ervan op te helderen en de eerste synthese ervan te doen.

## Toestel van Hofmann
Von Hofmann ontwierp het naar hem genoemde toestel van Hofmann, waarmee de ontleding van water in waterstof en zuurstof door middel van elektrolyse aangetoond kan worden.